# 梅村正昭
梅村 正昭（うめむら まさあき、1948年 - ）は、日本の元僧侶。八事山興正寺住職。

## 概要
中京大学附属中京高等学校卒業、中京大学商学部卒業。
寺は人が縁を結ぶサロンになるとする。寺を単なる宗教活動の場ではなく、地域の共有共生の場とするために取り組んできた。高齢者が中心となっている縁日の他に、若い人たちが出会う興正寺マルシェを開設する。境内には桜を植えるなどして、多くの人々が集う場として提供してきた。
2012年には、2011年に竣工した八事山興正寺の交番と参拝者駐車場のプロデューサーとしてグッドデザイン賞を受賞。交番・駐車場に興正寺公園も含めて第45回中部建築賞も受賞。
2012年には寺の土地を中京大学に138億円で売却した。この際に総本山に許可を得なかったことと、定められた礼禄（れいろく、寄付金）を支払わなかったことから、2014年1月に住職を罷免された。住職を罷免されてからも寺に居座り続けていたが、2017年7月に高野山真言宗を除名処分され僧籍を剥奪され、僧侶ではなくなった。